# Rhaphidostegium subscabrisetulum
Rhaphidostegium subscabrisetulum là một loài Rêu trong họ Sematophyllaceae. Loài này được (Müll. Hal.) Besch. miêu tả khoa học đầu tiên năm 1880.